# IC 4911
IC 4911 је лентикуларна галаксија у сазвјежђу Телескоп која се налази на листи објеката дубоког неба у Индекс каталогу.
Деклинација објекта је - 51° 59' 11" а ректасцензија 19h 57m 41,7s. Привидна величина (магнитуда) објекта IC 4911 износи 15,1 а фотографска магнитуда 16,1. IC 4911 је још познат и под ознакама ESO 233-9, PGC 63877.